# Ke Huan-ru
Ke Huan-ru, née le 30 décembre 1980 à Taïwan, est une actrice taïwanaise.

## Filmographie
- 2001 : Liu xing hua yuan (série télévisée) : He Yuan Zi
- 2002 : 7-Eleven zhi lian : Hsiao Feng
- 2004 : Say Yes Enterprise (série télévisée) : Chiung-Ru
- 2007 : Xia tian de wei ba : Xiu I-Wei
- 2007 : Qing fei de yi zhi sheng cun zhi dao : Huan-Ru
- 2007-2008 : Dou niu, yao bu yao (série télévisée) : He Chien-Na
- 2008 : Xia wu (court métrage)
- 2009 : Ghosted : Ai-ling Chen
- 2010 : R U There : Min Min
- 2010 : Pao mo zhi xia (série télévisée) : Pan Nan
- 2012 : Zuo ri de ji yi
- 2012 : Dui mian de nu hai sha guo lai
- 2014 : Brave Forward (série télévisée) : Chueh Pei-Ying